# Clémence Vieira
Pour les articles homonymes, voir Vieira.
Clémence Vieira, née le 1er novembre 2000 à Grenoble, est une joueuse française de beach-volley. Avec Aline Chamereau, elles ont participé aux Jeux olympiques d'été de 2024 à Paris.

## Biographie
Clémence a commencé le volley en salle à l'âge de 8 ans au Grenoble Volley Université Club (GVUC). A 14 ans, elle entre au Pôle Espoirs de volley à Lyon. Puis en 2017, après s'être faite repérer par un sélectionneur des équipes de France jeunes, elle choisit de se dédier au beach-volley. Elle rejoint alors le Pôle France situé à Toulouse.
En parallèle à sa carrière sportive, elle est étudiante en génie civil à l'Institut National des sciences appliquées (INSA) de Toulouse[réf. nécessaire].

## Palmarès
- Palmarès 2025 - partenaire Aline Chamereau
  -  Médaille d'argent aux Championnats d'Europe de beach-volley 2025 à Düsseldorf[2].

- Palmarès 2024 - partenaire Aline Chamereau
  - Participation aux JO de Paris 2024
  - 9ème place aux Beach Pro Tour Challenge de Recife (Brésil), Saquarema (Brésil) & Stare Jablonki (Pologne)

- Palmarès 2023 - partenaire Aline Chamereau
  - Championne de France
  - Championne du monde militaire[3]
  - 3ème place aux Jeux Méditerranéens des Plages (Héraklion - Grèce)
  - 2ème place Beach Pro Tour Future Lille
  - 3ème place Beach Pro Tour Future Varsovie
  - 3ème place Beach Pro Tour Future Brno
  - 5ème place au  Beach Pro Tour Challenge Agoa
  - 5ème place au  Beach Pro Tour Challenge Chiang Mai
- Palmarès 2022 - partenaire Aline Chamereau
  - Championne de France